# Операция «Бенедикт»
Операция «Бенедикт» (англ. Operation Benedict) — базирование осенью 1941 года на территории СССР (пос. Ваенга, ныне — Североморск) 151-го авиакрыла Королевских ВВС Великобритании общей численностью свыше 600 человек с целью обеспечения ПВО советских северных морских портов, в которых должны были разгружаться арктические конвои западных союзников по антигитлеровской коалиции; демонстрации возможностей английских истребителей, которые англичане планировали поставлять в рамках союзнической помощи СССР; обучение советских лётчиков пилотированию, а советских техников — обслуживанию английских самолётов.

## Предшествующие события
Вечером 22 июня 1941 года премьер-министр Великобритании У. Черчилль в своём выступлении по радио пообещал Советскому Союзу помощь в борьбе с общим врагом. Седьмого июля Черчилль направил соответствующее письмо И. Сталину и проинструктировал английского посла в Москве Стаффорда Крипса начать работу над подготовкой заключения договора о взаимопомощи. Двенадцатого июля в Москве было подписано англо-советское соглашение о совместном ведении войны и незаключении сепаратного мира с Германией. В тот же день в Лондоне состоялась встреча советской делегации с представителями Королевских ВМФ и ВВС, на которой было принято решение разместить английские истребители на аэродроме Ваенга (Североморск) для защиты портов Мурманска, Архангельска и Полярного.
Первоначально в СССР планировалось отправить две эскадрильи истребителей Hawker Hurricane и по одной эскадрилье лёгких бомбардировщиков Bristol Blenheim и многоцелевых самолётов Bristol Beaufighter, однако впоследствии командование КВВС решило ограничиться 151-м истребительным авиакрылом под командованием подполковника Невилла Рэмсботтом-Ишервуда в составе 81-й и 134-й эскадрильи КВВС, вооружённых самолётами Hawker Hurricane Mk IIB. Численность штаба авиакрыла составляла около 350 человек, а численность каждой эскадрильи — около 130 человек, включая не менее 30 лётчиков. Большая часть личного состава авиакрыла и 15 полуразобранных истребителей отправились в СССР на корабле Llanstephan Castle в составе первого арктического конвоя. Остальные 24 истребителя штатного состава были доставлены 6 сентября на борту авианосца «Argus», с которого они совершили перелёт на аэродром Ваенга (место базирования 72-го смешанного авиаполка ВВС Северного Флота).
После размещения и обустройства личного состава авиакрыла, подготовки самолётов и разрешения проблемы с горючим английские лётчики совершили первый вылет 11 сентября 1941 года для ознакомления с местностью.

## Боевые действия и подготовка советского персонала

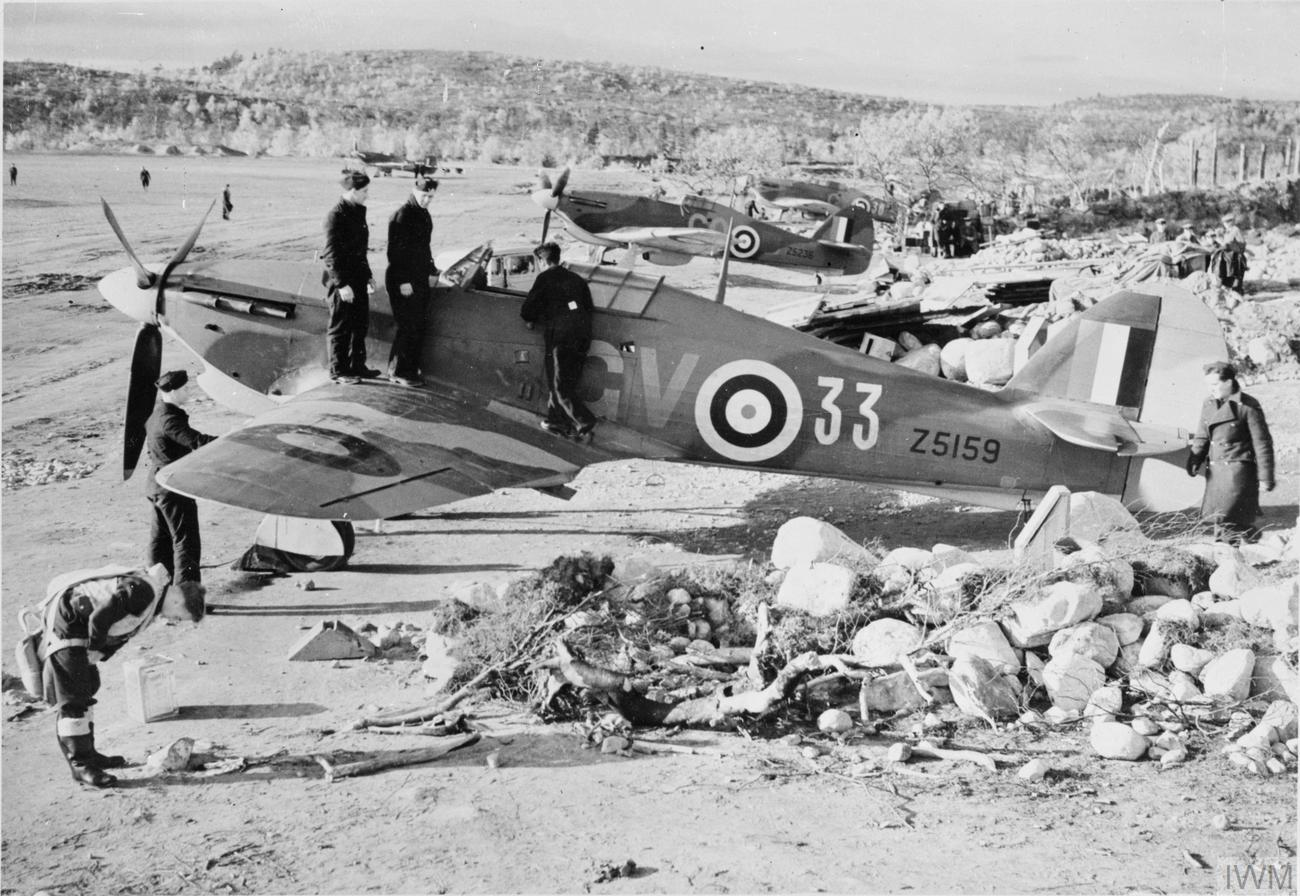
Британские Hawker Hurricane на аэродроме в Ваенге, 1941 год

С 12 сентября начались боевые вылеты на патрулирование и прикрытие советских бомбардировщиков. К середине октября (всего за несколько дней лётной погоды) английские лётчики совершили 365 вылетов, сбив 15 немецких самолётов, потеряв при этом только один свой, и не позволив немецким истребителям сбить ни одного из сопровождаемых «Харрикейнами» бомбардировщиков Пе-2. Во время нелётной погоды производилось обучение советских лётчиков и техников. Большая часть советских лётчиков-истребителей были опытными пилотами, и их переподготовка не требовала больших усилий. Обучение техников и радистов шло медленнее, в основном из-за нехватки переводчиков, а также вследствие высоких требований и строгости английских инструкторов (средний балл обучаемого наземного персонала составил «80 из 100»).
Передача истребителей выполнялась с 15 по 22 октября, а через четыре дня советским лётчиком, пилотировавшим английский истребитель, был сбит первый немецкий самолёт (Bf-110). К началу ноября советские лётчики и техники полностью овладели английской техникой и радиоаппаратурой и сами могли проводить обучение своих товарищей.

## Возвращение в Британию
После передачи всех самолётов в состав 78-го истребительного авиаполка (под командованием майора Б. В. Сафонова) Ишервуд получил приказ о передислокации личного состава своего авиакрыла на Ближний Восток по железной дороге через территорию СССР. В ответном рапорте Ишервуд указал на длительность передислокации (не менее трёх месяцев) в условиях отсутствия у его подчинённых зимнего обмундирования и продовольствия. Кроме этого, он обратил внимание своего начальства на серьёзный риск оказаться в плену у быстро продвигающихся на восток немцев (к моменту получения приказа о передислокации Ишервуд уже знал об эвакуации английского посольства и военных миссий в Куйбышев (ныне — Самара). После этого приказ о передислокации был отменён, и авиакрыло было эвакуировано в Великобританию морем через Мурманск на борту крейсера Kenya, сопровождавшего конвой PQ3. 27 ноября, уже на пути домой Ишервуд узнал о награждении его (а также обоих командиров эскадрилий и самого результативного их лётчика) орденами Ленина — высшей государственной наградой СССР. За всё время Великой Отечественной войны такой награды от советского правительства больше никто из западных союзников не получил. Британское правительство наградило Ишервуда за его участие в операции «Бенедикт» Крестом «За выдающиеся лётные заслуги» (Distinguished Flying Cross) — третьестепенной, в прямом смысле этого слова, наградой в КВВС Великобритании.
После своего завершения операция «Бенедикт» широко освещалась как в советских, так и в британских средствах массовой информации. Присланные из СССР кино- и фотоматериалы, предоставленные английским Министерством авиации представителям прессы и киностудий, вызвали большой общественный интерес, немало удививший самих героев событий. Однако впоследствии эта операция стала типичным примером «малоизвестного исторического факта».